# Notre-Dame-des-Bois
Notre-Dame-des-Bois è un comune del Canada, situato nella provincia del Québec, nella regione di Estrie.